# Czarna lista: Odkupienie
Czarna lista: Odkupienie (ang. The Blacklist: Redemption) – amerykański kryminalny serial telewizyjny wyprodukowany przez John Eisendrath Productions, Davis Entertainment, Flatwater Scribe oraz Sony Pictures Television, którego pomysłodawcą jest Jon Bokenkamp. Serial jest spin-offem Czarnej listy. Premierowy odcinek został wyemitowany 23 lutego 2017 roku przez NBC.
W Polsce serial był emitowany od 12 kwietnia 2017 roku do 31 maja 2017 roku przez AXN.
13 maja 2017 roku stacja NBC ogłosiła anulowanie serialu po jednym sezonie.

## Fabuła
Serial skupia się na grupie elitarnych najemników, którzy byli na tzw. czarnej liście Reda Reddigtona. Teraz rozwiązuje problemy, których rząd boi się ruszyć. W ten sposób chcą odkupić swoje winy.

## Obsada

### Główna
- Famke Janssen jako Susan Scott „Scottie” Hargrave[4]
- Ryan Eggold jako Thomas „Tom” Keen[5]
- Edi Gathegi jako Matias Solomon[6]
- Tawny Cypress jako Nez Rowan[7]
- Adrian Martinez jako Dumont[8]

### Role drugoplanowe
- Terry O’Quinn jako Howard Hargrave[9]

## Odcinki
| Sezon | Sezon | Odcinki | Oryginalna emisja NBC | Oryginalna emisja NBC | Oryginalna emisja AXN | Oryginalna emisja AXN | Oryginalna emisja AXN |
| Sezon | Sezon | Odcinki | Premiera sezonu       | Finał sezonu          | Premiera sezonu       | Finał sezonu          |                       |
| ----- | ----- | ------- | --------------------- | --------------------- | --------------------- | --------------------- | --------------------- |
|       | 1     | 8       | 23 lutego 2017        | 13 kwietnia 2017      | 12 kwietnia 2017      | 31 maja 2017          |                       |

### Sezon 1 (2017)
| # | Tytuł                 | Reżyseria            | Scenariusz                                                             | Premiera NBC     | Premiera AXN     |
| - | --------------------- | -------------------- | ---------------------------------------------------------------------- | ---------------- | ---------------- |
| 1 | Leland Bray           | John Terlesky        | Jon Bokenkamp, John Eisendrath, Lukas Reiter, J.R. Orci T, David Amann | 23 lutego 2017   | 12 kwietnia 2017 |
| 2 | Kevin Jensen          | Donald E. Thorin Jr. | Lukas Reiter                                                           | 2 marca 2017     | 19 kwietnia 2017 |
| 3 | Independence, U.S.A.  | Bill Roe             | Sean Hennen                                                            | 9 marca 2017     | 26 kwietnia 2017 |
| 4 | Operation Davenport   | John Terlesky        | Richard D'Ovidio, Spencer Hudnut                                       | 16 marca 2017    | 3 maja 2017      |
| 5 | Borealis 301          | Elodie Keene         | Glen Whitman, Matt Bosack                                              | 23 marca 2017    | 10 maja 2017     |
| 6 | Hostages              | Andrew McCarthy      | Dan E. Fesman, Sean Hennen                                             | 30 marca 2017    | 17 maja 2017     |
| 7 | Whitehall             | Oz Scott             | Spencer Hudnut, Richard D'Ovidio, Kathryn Miller Kelley                | 6 kwietnia 2017  | 24 maja 2017     |
| 8 | Whitehall: Conclusion | John Terlesky        | J.R. Orci, Dan E. Fesman, Glen Whitman, Matt Bosack                    | 13 kwietnia 2017 | 31 maja 2017     |

## Produkcja
30 marca 2016 roku ogłoszono, że główne role zagrają Famke Janssen, znana z serii „X-Men” oraz Edi Gathegi. W kolejnym miesiącu do obsady głównej dołączyli: Tawny Cypress i Ryan Eggold.
14 maja 2016 roku stacja NBC zamówiła pierwszy sezon spin-offu, którego premiera była zaplanowana na midseason 2016/2017.
7 lipca 2016 roku Adrian Martinez dołączył do spin-offu Czarnej listy jako genialny haker Dumont.
W grudniu 2016 roku ogłoszono, że Terry O’Quinn dołączył do dramatu, w którym wcieli się w rolę Howarda Hargravea, ojca Toma.